# Cosmin Vâtcă
Cosmin Andrei Vâtcă (Turda, 12 maggio 1982) è un allenatore di calcio ed ex calciatore rumeno, di ruolo portiere, tecnico dell'LSS Voința Sibiu.

## Palmarès

### Club

#### Competizioni nazionali
- Campionato rumeno: 1

CFR Cluj: 2017-2018
- Coppa di Romania: 1

CFR Cluj: 2015-2016
- Supercoppa di Romania: 1

CFR Cluj: 2018